# تکترونیک
تکترونیک (锺志平) شرکت الکترونیک هنگ کنگی است، که در سال ۱۹۵۸ تأسیس شد.